# یوز کوتس
یوز کوتس (آلمانی: Jos Koetz; ۲۹ مهٔ ۱۸۹۷ – ۱۳ ژوئن ۱۹۷۶) بازیکن فوتبال اهل لوکزامبورگ بود.